# Comme un garçon (album)
 (décembre 2022).
Pour les articles homonymes, voir Comme un garçon.
Albums de Sylvie Vartan
2'35 de bonheur
(1967) La Maritza
(1968)
Comme un garçon est le 7e album de Sylvie Vartan. Il est sorti en LP 33 tours en 1967.

## Liste des titres
LP  RCA 730 016
1. Comme un garçon (3:16)
2. Elle est partie (2:16)
3. Nuit de neige (2:56)
4. Quel effet ça m'a fait (2:43)
5. L'enfant aux papillons (2:25)
6. Le jour qui vient (2:54)
7. Le testament (2:48)
8. L'oiseau (2:23)
9. Sur un fil (2:39)
10. Un soir par hasard (2:03)
11. Katamango (2:33)
12. Le kid (2:16)